# Oligosita impudica
Oligosita impudica är en stekelart som beskrevs av Kryger 1919. Oligosita impudica ingår i släktet Oligosita och familjen hårstrimsteklar. Arten är reproducerande i Sverige. Inga underarter finns listade i Catalogue of Life.